# Барсуковка (Азовский немецкий национальный район)
Барсуко́вка — деревня в Азовском немецком национальном районе Омской области. Входит в Александровское сельское поселение.
Основано в 1912 году
Население — 52 (2021)

## Физико-географическая характеристика
Деревня находится в лесостепной зоне Омской области в пределах Ишимской равнины, являющейся частью Западно-Сибирской равнины). Высота центра населённого пункта — 109 метров над уровнем моря. Гидрографическая сеть не развита: реки и озёра в окрестностях населённого пункта отсутствуют. Почвы лугово-чернозёмные солонцеватые и солончаковые.
Расстояние до административного центра сельского поселения села Александровка составляет 28 км, до районного центра села Азово — 25 км, до областного центра города Омск — 68 км.
Часовой пояс
Барсуковка, как и вся Омская область, находится в часовой зоне МСК+3. Смещение применяемого времени относительно UTC составляет +6:00.. Истинный полдень — 09:57:09

## История
Барсуково сформировалось на 1-м Бодровском переселенческом участке № 212, выделенном землеустроителями в 1910 году. Первые поселенцы из Полтавской и других малороссийских губерний прибыли в 1912 году.
В 1926 году в деревне Барсуковка (она же Бодровская-1) действовала школа 1-й ступени, открытая в начале 1920-х гг.
В 1952 году деревня Барсуковка передана из Руслановского в Александровский сельский совет. В 1951 году Барсуковский колхоз «Активист» был присоединён к колхозу «Октябрь» (деревня Трубецкое). В 1979 году «Октябрь» вошёл в состав более крупного колхоза им. Тельмана (село Александровка). Вскоре после укрупнения население стало сокращаться. Основными причинами этого явились ликвидация фермы, закрытие начальной школы, отсутствие клуба, коммунальных услуг (представлены одной лишь баней). В результате, на исходе 1980-х годов Барсуковка была переведена в ранг сельхозучастка.

## Население
| 1919 | 1920 | 1926 | 1940 | 1967 | 1989 | 2002 |
| ---- | ---- | ---- | ---- | ---- | ---- | ---- |
| 158  | ↗183 | ↗206 | ↗240 | ↘205 | ↘59  | ↗63  |
| 2010 | 2021 |      |      |      |      |      |
| ↗64  | ↘52  |      |      |      |      |      |